# Onthophagus mopsus
Onthophagus mopsus là một loài bọ cánh cứng trong họ Bọ hung (Scarabaeidae).